# Yvonne Kranz
Yvonne Kranz (9 de junio de 1984) es una deportista alemana que compitió en halterofilia. Ganó una medalla de bronce en el Campeonato Europeo de Halterofilia de 2008, en la categoría de 75 kg.

## Palmarés internacional
| Campeonato Europeo | Campeonato Europeo          | Campeonato Europeo | Campeonato Europeo |
| Año                | Lugar                       | Medalla            | Categoría          |
| ------------------ | --------------------------- | ------------------ | ------------------ |
| 2008               | Lignano Sabbiadoro (Italia) | Medalla de bronce  | 75 kg              |